# つくばテレビ
株式会社つくばテレビは、東京都中央区にあるテレビ番組の製作会社、コンテンツプロバイダである。

## 歴史
小島裕樹が1996年7月に設立し、代表取締役社長に就任した。「つくば」と名があるとおり、当初は県域民放テレビ局が無い茨城県の地域情報を提供することを目的として、1997年2月にパーフェクTV!（現在のスカパー!プレミアムサービス（標準画質））を送出プラットフォームとする「ほっと茨城テレビ（HITチャンネル）」の委託放送事業者（現在の衛星一般放送事業者）の認定を取得した。当初は同年4月1日の開局を目指していたが、開局準備に手間取り実際の開局は同年10月1日となった。
当初は鹿島アントラーズの情報番組や、早朝生ワイド番組も放送していた。ただし放送設備等の関係から茨城県内にはスタジオを設けず、生放送などは都内のスタジオを借りて制作していたほか、それ以外の番組も都内にある送出代行業者の設備を借りて放送していた。
当時の株主構成は大手車会社のディーラー、土建業者等で不足している資金分は茨城県および地域事業者などの支援を得ることを見込んでいたが、地域経済地盤の弱さ、県外からの新規参入によるコネクションの不足、事業計画の曖昧さから支援元、スポンサーが充分に集まらなかったことから資金繰りが早速悪化する。当初は昼間は茨城県向けで無料、夜間は趣味のチャンネルとして有料というビジネスモデルを予定していたが、県外に所在する放送局であるために、茨城県の支援が見込めなかったことから開始3か月で茨城県の県域情報番組を休止した。さらに1998年4月には、資金繰りに行き詰まり衛星トランスポンダ料金未納につき電波を止められるという状況に至る。
その後、債権者の手助けで支援企業をあたり、社長も菅原正彦に交代した。総合行政出版（まんぞくチャンネル）等の協力により、レースクイーンやAV女優等のいわゆるセクシー女優を専門に扱う「kitまんぞくクラブ」として同年7月に放送を再開した。メーカーやプロダクションに依存した低予算番組で独身男性中心のユーザーを集め、経営再建に成功する。
2003年にはアダルト色の強い「kitまんぞくクラブ」からチャンネル名を変更しエンターテイメント色を強調した「エンタ!371」となる。中途より放送ソースはスカイパーフェクTV!110（現在はスカパー!）の委託放送事業者であるCS日本（日本テレビの衛星放送）に番組供給を行い「パンチクラブ」の名で一部サイマル放送された（2008年3月31日に終了）。また、現在はインターネット上のブロードバンドコンテンツも、Yahoo!やスカパー!BBなどで提供している。
2010年6月1日よりハイビジョンチャンネル「Pigoo HD」（現在のアイドル専門チャンネルPigoo）の放送をスカパー!HD（現在のスカパー!プレミアムサービス）で開始した。放送開始当初は「エンタ!371」から成人向け番組を除外したものだったが、2012年以降、ほとんどの番組がオリジナルとなっている。また、同日よりVシアター135の運営を、「チェリーボム」を運営しているアスパイアビジョンより承継した。
2019年現在は、上記のアイドル関連番組、成人向け番組制作・配信のほか、「AKIBAカルチャーズ劇場」運営、WEBサイト制作、食品販売など、放送以外の事業にも積極的に取り組んでいる。一方、社名の由来となった茨城県に関連する事業は行っておらず、公式サイトにも「会社は茨城県にはない」と明記している。

## 番組供給チャンネル
太字はハイビジョンチャンネル。

### 現在
- アイドル専門チャンネルPigoo（スカパー!プレミアムサービス Ch.663）
- エンタ!959（スカパー!プレミアムサービス Ch.959）

### 終了
- パンチクラブ（スカパー!110 Ch.006→Ch.291）委託放送事業者：CS日本 （MONDO21との混合編成）
- エンタ!371（スカパー!プレミアムサービス（標準画質） Ch.371）
- Vシアター（スカパー!プレミアムサービス Ch.970・2014年5月31日をもって放送終了）
- Vシアター135（スカパー!プレミアムサービス（標準画質） Ch.135・2014年5月31日をもって放送終了）

衛星一般放送事業者は、エンタ!371以外はスカパー・ブロードキャスティング。なお、「エンタ!959」と「エンタ!371」、「Vシアター」と「Vシアター135」はサイマル放送を行っていた。

## 配信サイト

### pigooオンデマンド
エンタ!959およびアイドル専門チャンネルPigooの番組を有料配信する配信サイト、動画配信サービス。月額課金（約1か月間の最新番組が視聴可能）、番組個別課金（2週間視聴可能）で購入できる。エンタ!959とアイドル専門チャンネルPigooの番組はカテゴリーが別扱いになっており、2022年現在エンタ!959は月額料金1500円（税別）。およびアイドル専門チャンネルPigooは1200円（税別）。